# Antonius van Padua
Antonius van Padua (Lissabon, 15 augustus 1195 – Padua, 13 juni 1231), geboren als Fernando Martins de Bulhões in een rijke, adellijke familie, was een minderbroeder, die theoloog en kerkleraar was. Hij wordt als een belangrijke heilige beschouwd.

## Religieuze leven
Antonius sloot zich in 1210 aan bij de augustijnen in Lissabon. In 1212 verhuisde hij naar Coimbra om niet langer door familieaangelegenheden gestoord te worden in zijn geestelijke ontwikkeling. Onder de indruk gekomen van de eerste martelaren van de minderbroeders sloot hij zich in 1220 bij hen aan. Hij trok naar Noord-Afrika om daar het christelijk geloof te verspreiden onder de moslims. Later was zijn werkterrein Frankrijk en Italië. Waarschijnlijk werd hij in 1222 te Forlì tot priester gewijd. Veel mensen vonden door zijn toedoen de weg naar het katholieke geloof. Op last van Franciscus van Assisi doceerde hij theologie aan zijn medebroeders. In 1227 benoemde Johannes Parenti, de toenmalige generaal-overste van de minderbroeders hem tot provinciaal van de Romagna in Italië, waar hij van 1222 tot 1224 al predikend had rondgetrokken. In 1230 vroeg en kreeg hij ontslag omdat zijn gezondheidstoestand verslechterde. Hij stierf in 1231 en werd nog geen jaar later door paus Gregorius IX heilig verklaard. In 1946 werd hij als 'leraar van het evangelie' tot kerkleraar uitgeroepen.
Antonius is de patroonheilige van de franciscanen, verloren voorwerpen, vrouwen en kinderen, armen, bakkers, mijnwerkers, het huwelijk, reizigers en verliefden. Bovendien is Antonius de patroon tegen schipbreuk, de pest en koorts.
Rond zijn graf in Padua is de basiliek Basilica di Sant'Antonio gebouwd.
In Lissabon zou het kerkje Santo António à Sé gebouwd zijn op de plaats waar Antonius werd geboren. Hij is een zeer geliefde heilige in de Portugese hoofdstad. Sinds 1934 is Antonius een beschermheilige van Portugal en 13 juni is er een officiële feestdag.

## Wetenswaardigheden
- In katholieke kringen wordt Antonius aangeroepen om zoekgeraakte zaken terug te vinden met de volgende woorden: "Heilige Antonius, beste vrind, maak dat ik m'n ... vind" of "Heilige Antonius, lieve sint, zorg dat ik m'n ... vind" of "Sint Antonius, heilige man maak dat ik mijn ... vinden kan". Als het voorwerp is teruggevonden moet men de Heilige Antonius bedanken.
- De teunisbloem is naar Antonius vernoemd omdat die rond zijn feestdag (13 juni) bloeit.
- In Achel (België) wordt Sint Antonius van Padua vereerd sedert 1493. Tijdens de Franse Revolutie werd de plaats van verering, het klooster van de Franciscanessen in het Catharinadal, vernield. Het beeld van de heilige werd gered en overgebracht naar de parochiekerk. Elk jaar op de zondag na de dertiende juni (naamfeest) wordt het beeld even teruggebracht naar het Catharinadal. Het gaat gepaard met een processie/ommeganck die een historisch en een religieus gedeelte bevat. In de namiddag is er een spontaan dorpsfeest in een verkeersvrij centrum.
- Het dorp en de voormalige gemeente Sint Anthonis in Noord-Brabant is genoemd naar een naamgenoot: Antonius van Egypte (Antonius met het varken).
- Een van Gustav Mahlers liederen uit Des Knaben Wunderhorn, Des Antonius von Padua Fischpredigt, is een komische verhandeling over Antonius, die tot de vissen preekt als de kerk leeg is. De dieren luisteren aandachtig, maar na afloop doen ze nog steeds wat ze altijd deden.
- Het nummer Heilige Antonius van de Limburgse band Rowwen Hèze gaat over Antonius van Padua. Hierin zegt de heilige Antonius: "Soms is 't baeter iets moëis te verliezen; baeter verleeze dan daat ge 't noëit het gehad."
- In de Franse bedevaartplaats Brive-la-Gaillarde bevinden zich grotten ter ere van Sint-Antonius, de grottes de Saint Antoine.

## Weerspreuken
- Als Sint-Antoon de zon doet schijnen, ziet de boer zijn zorgen verdwijnen.
- Is Sint-Antonius nat, dan drinkt de boer zich zat.
- Sint-Antonius schoon en helder, vult 't vat en ook de kelder.

## Kerken gewijd aan Sint-Antonius van Padua

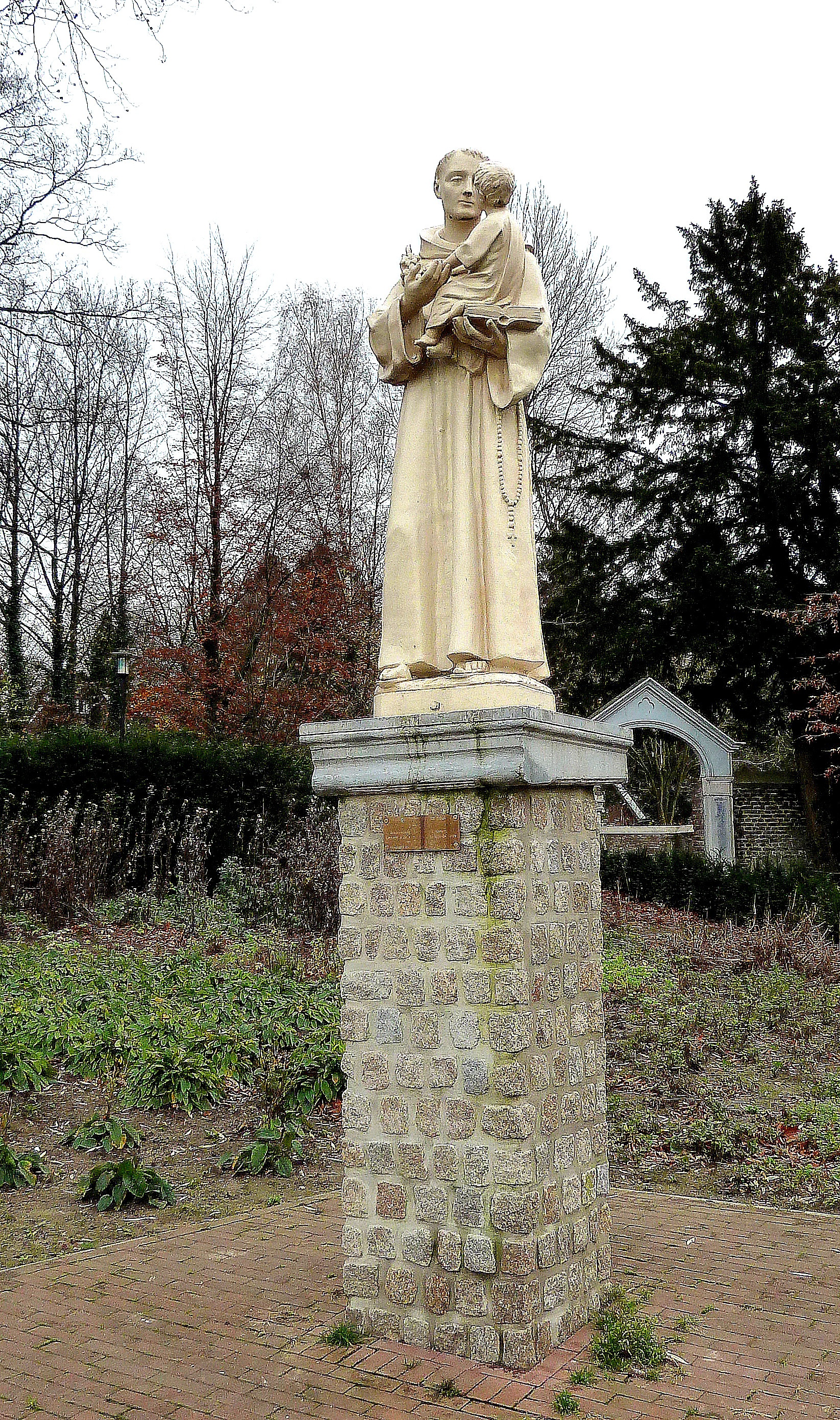
Beeld van Antonius van Padua in park Vaals
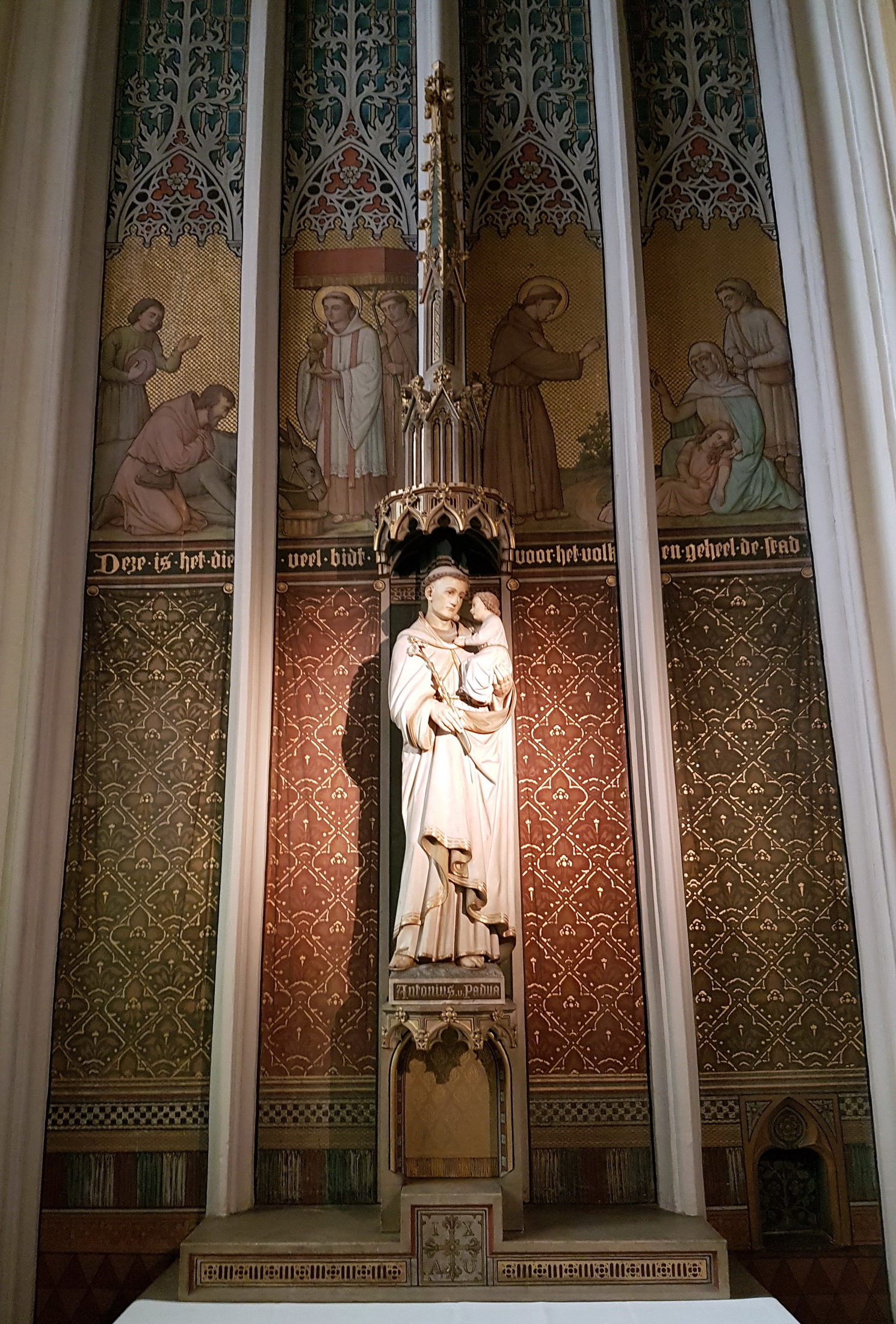
Sint-Antoniuskapel in de Sint-Servaasbasiliek, Maastricht
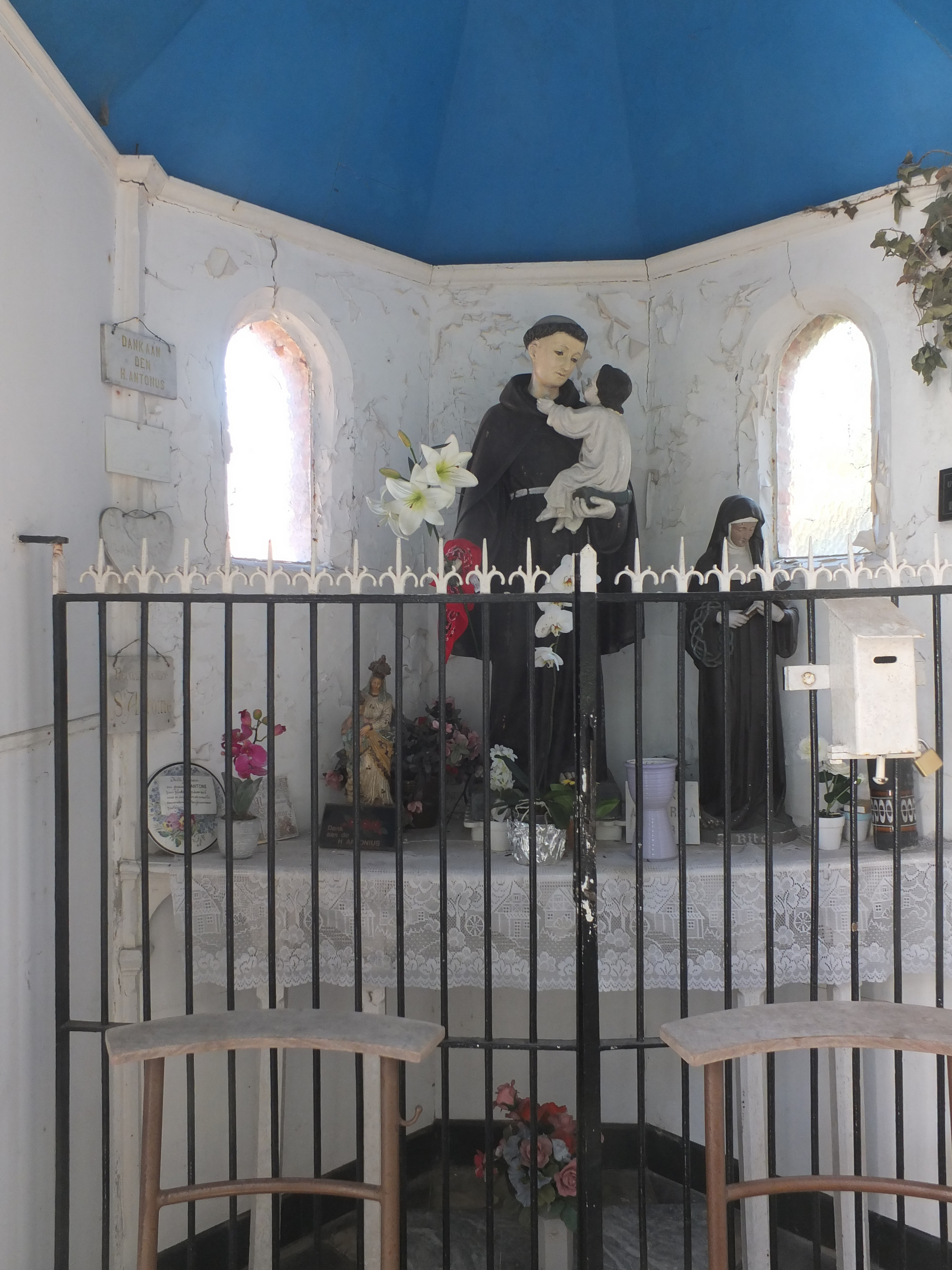
Sint-Antoniuskapel, Sint-Alexiusbegijnhof, Dendermonde
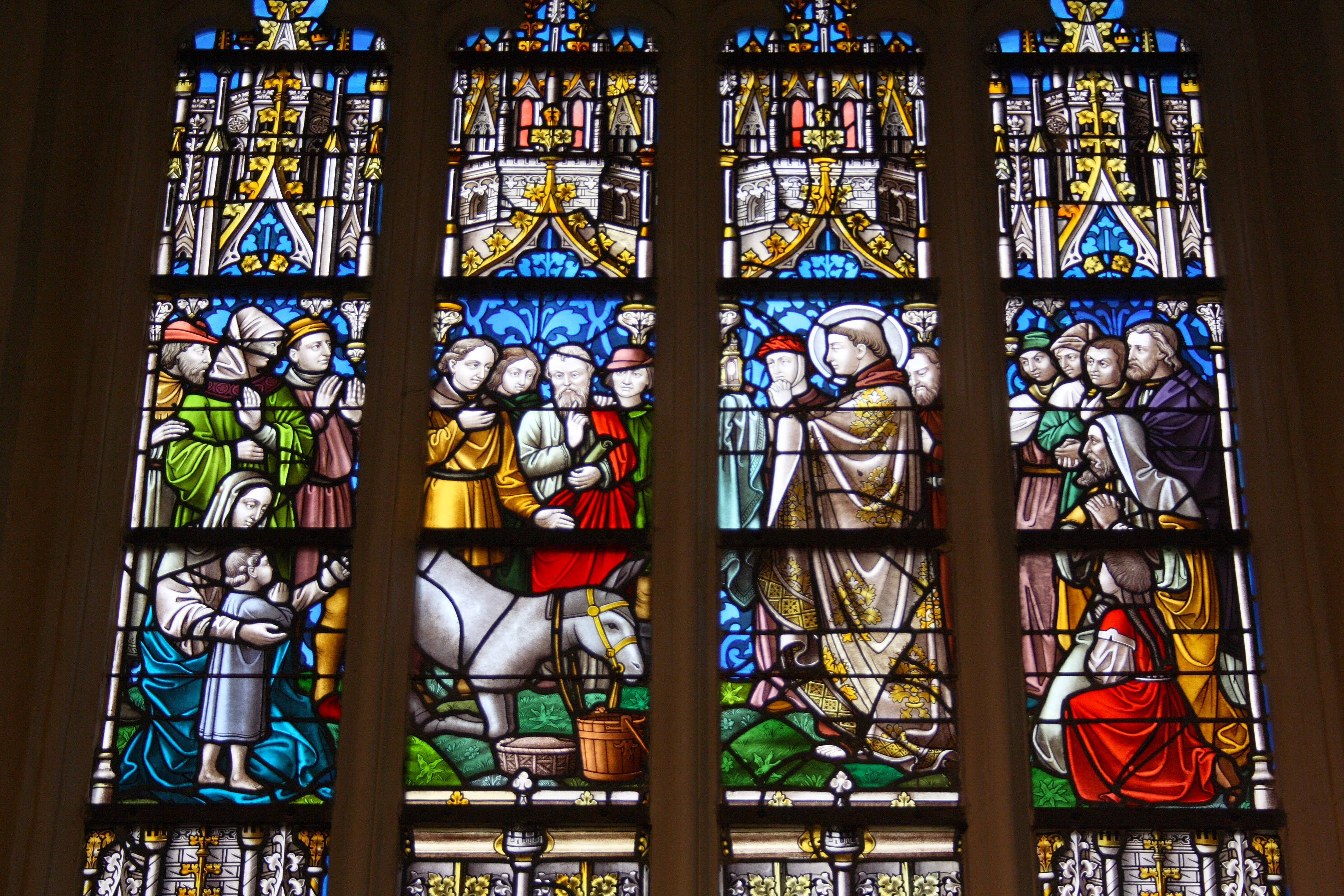
Het Ezelwonder op een venster in de Sint-Quintinuskathedraal, Hasselt

Albertus de Grote · Alfonsus van Liguori · Ambrosius van Milaan · Anselmus van Canterbury · Antonius van Padua · Athanasius van Alexandrië · Augustinus van Hippo · Basilius de Grote · Beda Venerabilis · Bernardus van Clairvaux · Bonaventura van Bagnoregio · Catharina van Siena · Cyrillus van Alexandrië · Cyrillus van Jeruzalem · Efrem de Syriër · Franciscus van Sales · Gregorius de Grote · Gregorius van Narek · Gregorius van Nazianze · Hiëronymus van Stridon · Hilarius van Poitiers · Hildegard van Bingen · Ireneüs van Lyon · Isidorus van Sevilla · Johannes Chrysostomus · Johannes Damascenus · Johannes van het Kruis · Laurentius van Brindisi · Leo de Grote · Petrus Canisius · Petrus Chrysologus · Petrus Damiani · Robertus Bellarminus · Theresia van Ávila · Theresia van Lisieux · Thomas van Aquino